# Coussapoa scabra
Coussapoa scabra  é uma espécie de planta de urtiga descrita por RWAP Akkermans e CC Berg. Coussapoa scabra faz parte do gênero Coussapoa e da família das plantas urtigas. Nenhuma subespécie está listada no Catálogo da Vida.